# Wola Rasztowska

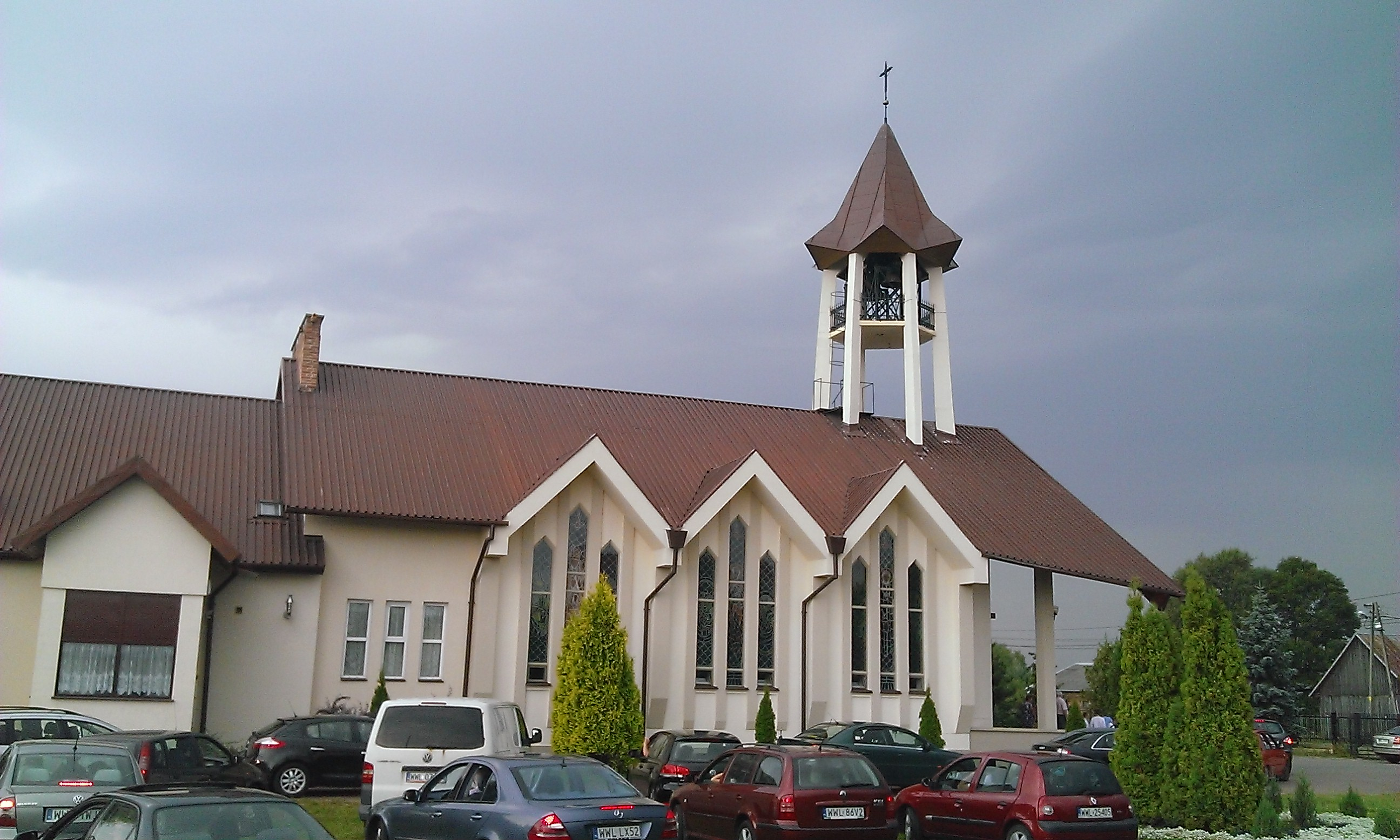
Wola Rasztowska - kościół Św. Apostołów Piotra i Pawła

Wola Rasztowska – wieś w Polsce położona w województwie mazowieckim, w powiecie wołomińskim, w gminie Klembów. Ma status sołectwa.
W latach 1975–1998 miejscowość administracyjnie należała do województwa ostrołęckiego. Przez wieś przebiegają droga wojewódzka nr 636 oraz linia kolejowa nr 10 ze stacją towarową Emilianów.
Prywatna wieś szlachecka położona była w drugiej połowie XVI wieku w powiecie kamienieckim ziemi nurskiej województwa mazowieckiego. Wieś należała najpierw do rodziny Chrzanowskich, a od XVIII wieku i XIX wieku należała do rodziny Młockich: najpierw Tadeusza, a następnie Emiliana Młockiego. W 1827 roku mieszkało tu 255 osób.
We wsi, przy ulicy Szkolnej 9, znajduje się barokowy pałac będący rekonstrukcją budowli wybudowanej ok. 1680 r. z fundacji rodziny Łuszczewskich. Była to siedziba letnia króla Jana III Sobieskiego, przekazana rodzinie Chrzanowskich za obronę Trembowli (1675) przed armią turecko-tatarską. Bez zmian formy przetrwał do czasów II Rzeczypospolitej, kiedy to został przebudowany. W czasie II wojny światowej pałac uległ zniszczeniu. W latach 1951–1953 powojenny właściciel – Centralny Zarząd Radiostacji i Telewizji – odbudował go według projektu Jana Wolińskiego. Projekt nawiązywał do jego XVII-wiecznej formy. Piętrowa, prostokątna budowla posiada dwie narożne wieże alkierzowe oraz ryzality na osi fasad, zwieńczone trójkątnymi frontonami. Obecnie w budynku mieszczą się: Szkoła Podstawowa im. Jana III Sobieskiego i przedszkole.
Przy pałacu zlokalizowany jest park, składający się z terenów zielonych i dwóch stawów. W parku dominują drzewa liściaste, sześć spośród nich pochodzi z czasów założenia parku – z końca XIX wieku. Reszta z drzew, okolo 95% nasadzeń, pochodzi z okresów po wojnie. Oba stawy znajdują się na południu parku, a pałac – w jego północno-wschodniej części. Wolny teren wykorzystywany jest m.in. na boisko dla przylegającej szkoły podstawowej.
Znaczny wpływ na rozwój Woli Rasztowskiej po 1953 roku miała budowa RCN Wola Rasztowska. Wraz z radiostacją wybudowano infrastrukturę, m.in. oświetlenie, osiedle mieszkaniowe dla pracowników z wodociągiem i kanalizacją. Szkołę podstawową przeniesiono do odbudowanego pałacu, a w jego skrzydle zorganizowano przedszkole. W starym budynku szkoły powstała klubokawiarnia i stacjonarne kino. Powstała wówczas także poczta, ośrodek zdrowia, kiosk oraz uruchomiono linię autobusową łączącą tę miejscowość z Warszawą. Do wsi, jako pierwszej w okolicy, w latach 50. XX wieku, doprowadzono elektryczność. 
We wsi kręcono częściowo sceny do filmu Galimatias, czyli kogel-mogel II, znajduje się też tam jeden z najstarszych ciągników typu Ursus C-330. Z okazji tej co roku odbywa się tu Zlot Starych Traktorów. W Woli Rasztowskiej znajdowała się też dawniej spółdzielnia kółek rolniczych zamknięta w 2000 roku.
Wola Rasztowska jest siedzibą parafii Świętych Apostołów Piotra i Pawła należącej do dekanatu radzymińskiego. Parafia dziala od 1994 roku. Wcześniej katolicy z Woli Rasztowskiej należeli do parafii w Klembowie lub Radzyminie. Do lokalnej parafii należą również katolicy z wsi Roszczep.
| SIMC    | Nazwa  | Rodzaj    |
| ------- | ------ | --------- |
| 1060010 | Pokoje | część wsi |